# Alberto López (basket-ball)
Alberto López, né le 1er novembre 1926, mort le 20 mars 2003 est un ancien joueur argentin de basket-ball.

## Palmarès
- Champion du monde 1950
- Finaliste des Jeux panaméricains de 1951